# Nataly Michel
Nataly Michel (9 luglio 1990) è una schermitrice messicana.

## Palmarès
In carriera ha conseguito i seguenti risultati:
- Giochi Panamericani:

Guadalajara 2011: bronzo nel fioretto individuale.